# La Madrague
La Madrague è un brano del 1963 scritto da Jean-Max Rivière e composto da Gérard Bourgeois per Brigitte Bardot, sua interprete originaria.
Il titolo della canzone — eseguita per la prima volta durante il programma televisivo Bonne année Brigitte — prende spunto da La Madrague, la casa dell'attrice sulla spiaggia di Saint-Tropez.
Diversi artisti hanno riproposto nel tempo cover di tale brano; tra questi i reunionesi Zong nel 2006 nell'album Paradis thématik, le francesi Camélia Jordana e Marie France nel 2009, quest'ultima in occasione del settantacinquesimo compleanno della Bardot, e la cantante e attrice Loana, francese anch'essa, nel 2010.
Quest'ultima dichiarò di avere avuto accesso alla villa della stessa Brigitte Bardot per girarvi spezzoni da inserire nel videoclip del brano, ma Bernard d'Ormale, marito della Bardot, smentì di avere mai permesso alla cantante l'ingresso alla Madrague, precisando inoltre che quella di Loana era, a suo dire, una mossa per assicurarsi pubblicità e ravvivare una carriera in fase discendente.